# تونتي فرست سينتشوري فوكس
شركة تونتي-فرست سينتوري فوكس (بالإنجليزية Twenty-First Century Fox, Inc) (21st Century Fox) هي شركة إعلام أمريكية متعددة الجنسيات مقرها في وسط مانهاتن، نيويورك. الشركة واحدة من أصل شركتين انبثقتا من أصول شركة نيوز كوربوريشن التي تأسست من قبل روبرت مردوخ في عام 1979.
تونتي فرست سينتشوري فوكس تشمل مجموعة فوكس للترفيه  و التي بدورها تملك ستديو الأفلام تونتيث سينتشوري فوكس، شبكة فوكس التلفزيونية وفوكس نيوز قناة، وتملك حصة حاكمة في منظمة "ناشيونال جيوغرافيك" —الذراع التجارية للجمعية الجغرافية الوطنية. الشركة أيضا تملك المشغل التلفزيوني ستار تيفي و هي(شبكة قنوات آسيوية) , وما يقرب من 40% من حصة في شبكة سكاي الأوروبية وهي مشغل قنوات تلفزيونة وقنوات مسبقة الدفع في النمسا، ألمانيا، إيطاليا، أيرلندا والمملكة المتحدة.
في 27 يوليو عام 2018،  وافق المساهمون على بيع الشركة إلى شركة والت ديزني مقابل  71.3 مليار دولار. عملية البيع ستثمل علي أصول رئيسية مثل تونتي سينشري فوكس، شبكة إف إكس والجمعية الوطنية الجغرافية، و شبكة قنوات فوكس الدولية. الأصول الأخري مثل قناة فوكس نيوز ستنتقل إلى شركة جديدة مملوكة للشركة، يشار إليها داخليا «فوكس الجديدة». تم أكتمال عملية الشراء في عام 2019: وتمت موافقة المنظمين والموافقة الدولية.

## وصلات خارجية
- بيانات الشركة علي: Google Finance
- ياهو! المالية
- رويترز